# Phats & Small
Phats & Small was een Brits houseduo uit Brighton dat eind jaren negentig enkele hits maakte. Het duo bestond uit Jason Hayward en Russel Small. Ze zijn het meest bekend van de nummers Turn Around (1999) en Feels Good (1999) en hun remix van September van Earth, Wind & Fire.

## Geschiedenis
Jason Hayward en Russel Small waren in de late jaren negentig al een tijd bezig met muziek toen ze gezamenlijk de ep Mutant Disco (1999) produceerden. Daarop stond het nummer Turn Around, dat gemaakt werd op basis van het nummer Reach Up van Toney Lee. De teksten werden opnieuw ingezongen door zanger Ben Ofoedu. Het nummer groeide in de zomer van 1999 uit tot een wereldwijde househit. Niet lang daarna was het weer raak met September '99, een remix van Earth, Wind & Fire. Daarna verscheen het debuutalbum Now Phats What I Small Music (1999). Daarvan verschenen ook nog de hitsingles Feel good en Tonite.
Het tweede album verscheen in 2001. This Time Around werd zonder Ben Ofoedu, die soloplannen had, opgenomen. Als zanger nam Tony Thompson de meeste tracks voor zijn rekening. Van het album werd het titelnummer in eigen land een top 10-hit. Ze maakten ook een radioversie van de plaat Is Setting Me Free (2001) van The Watermen ft. Chris Rea. In 2004 verscheen nog Soundtrack To Our Lives, waarop Ryan Molly de belangrijkste vocalist was maar ook Ben Ofoedu als gast weer aanwezig was. Het album deed maar weinig stof opwaaien. Daarna viel het duo uiteen. Russel Small zou samen met coproducer Jason Wiltshire doorgaan als Freemasons.

## Discografie

### Albums
- Now Phats What I Small Music (1999)
- This Time Around (2001)
- Soundtrack To Our Lives (2004)

| Album met eventuele hitnotering(en) in de Nederlandse Album Top 100 | Datum van verschijnen | Datum van binnenkomst | Hoogste positie | Aantal weken | Opmerkingen |
| ------------------------------------------------------------------- | --------------------- | --------------------- | --------------- | ------------ | ----------- |
| Now Phats What I Small Music                                        | 05-02-2000            | 84                    | 2               |              |             |

### Singles
- Turn Around (1999)
- September '99 (1999)
- Feel Good (1999)
- Tonite (1999)
- Harvest Of The World (2000)
- This Time Around (2001)
- Change (2001)
- Respect The Cock (2002)
- Sun Comes Out (2003)
- It's A Beautiful Day (2005)
- Sweet Dreams (2005)
- Night Like This (2005)

### Hitlijsten
| Single met eventuele hitnotering(en) in de Nederlandse Top 40 | Datum van verschijnen | Datum van binnenkomst | Hoogste positie | Aantal weken | Opmerkingen                                            |
| ------------------------------------------------------------- | --------------------- | --------------------- | --------------- | ------------ | ------------------------------------------------------ |
| Turn Around                                                   | 1999                  | 12-06-1999            | 7               | 10           | Dancesmash op Radio 538                                |
| September '99                                                 | 1999                  | 31-07-1999            | 12              | 9            | Remix met Earth, Wind & Fire / Dancesmash op Radio 538 |
| Feel Good                                                     | 1999                  | 11-09-1999            | 24              | 6            | Dancesmash op Radio 538                                |
| Tonite                                                        | 1999                  | 29-01-2000            | 29              | 3            | Dancesmash op Radio 538                                |
| Sun Comes Out                                                 | 2004                  |                       |                 |              |                                                        |

| Single met hitnotering(en) in de Vlaamse Ultratop 50 | Datum van verschijnen | Datum van binnenkomst | Hoogste positie | Aantal weken | Opmerkingen              |
| ---------------------------------------------------- | --------------------- | --------------------- | --------------- | ------------ | ------------------------ |
| Turn Around                                          | 1999                  | 29-05-1999            | 2               | 15           |                          |
| Feel Good                                            | 1999                  | 28-08-1999            | 21              | 7            |                          |
| September '99                                        | 1999                  | 28-08-1999            | 32              | 7            | Remix Earth, Wind & Fire |
| Tonite                                               | 1999                  | 25-12-1999            | 44              | 3            |                          |
| Sun Comes Out                                        | 2004                  | 01-05-2004            | 30              | 5            |                          |